# 4095 Ishizuchisan
4095 Ishizuchisan eller 1987 SG är en asteroid i huvudbältet som upptäcktes den 16 september 1987 av den japanska astronomen Tsutomu Seki vid Geisei-observatoriet. Den är uppkallad efter Ishizuchi-berget i Japan.
Asteroiden har en diameter på ungefär 4 kilometer.